# Logos. Internationale Zeitschrift für Philosophie der Kultur
Logos. Internationale Zeitschrift für Philosophie der Kultur war eine deutschsprachige internationale philosophische Zeitschrift, die ab 1910 erschien und von Richard Kroner und Georg Mehlis herausgegeben wurde. Sie verfolgte einen internationalen und interdisziplinären Ansatz. Die Zeitschrift erschien in Tübingen im Verlag Mohr bis 1933 (Band 22). Später erschien sie in einer Neuen Folge.
Der Philosoph Heinrich Rickert schrieb in ihrem ersten Heft den programmatischen Aufsatz Vom Begriff der Philosophie.
Sie erschien anfangs auch in einer von S. Hessen, E. Medtner und Fr. Steppuhn herausgegebenen russischen Ausgabe, an der A. Wwedenski, W. Wernadski, J. Grews, Th. Zielinski, Th. Kistjakowski, A. Lappo-Danilewski, N. Lossky, E. Radlow, P. Struve, S. Frank und A. Tschuproff mitwirkten.